# Mamoutou Coulibaly
Pour les articles homonymes, voir Coulibaly.
Mamoutou Coulibaly est un footballeur malien né le 23 février 1984 à Bamako. Il est défenseur.
Il a été capitaine de l'équipe des aiglons (équipe du Mali de football junior) pour la Coupe du monde juniors aux Émirats arabes unis en 2003. C'est un joueur international malien.
Formé au Centre Salif Keita, il signe en 2003 à l'AJ Auxerre. En trois saisons sur les bords de l'Yonne, il dispute seulement deux matches avec l'équipe pro de l'AJA (un en Ligue 1, plus un autre en Coupe UEFA lors de la saison 2004-2005). 
Il quitte l'AJA à la fin de la saison 2006 pour rejoindre le FC Istres.
Le FC Istres alors descendu en National, il s'engage avec le club turc de Kasımpaşa SK, promu en première division turque. Il ne reste que six mois et s'engage six mois en Belgique, au FC Brussels. En février 2009 il s'engage avec le Cherno More Varna en Bulgarie.

## Carrière
- 1999-2003 : Centre Salif Keita
- 2003-2006 : AJ Auxerre
- 2006-2007 : FC Istres
- 2007-jan 2008 : Kasımpaşa SK
- jan à juin 2008 : FC Brussels
- février 2009-2010 : Tcherno More Varna
- 2010- : FC Irtych Pavlodar [1]

## Palmarès
- International malien (2 sélections en 2003 et 2006)